# Sinagoga di Oslo
La sinagoga di Oslo, costruita nel 1920, è la più antica tra le sinagoghe monumentali della Norvegia.

## Storia e descrizione
La comunità ebraica di Oslo si era costituita nel 1892. Nel 1920 fu aperta la sinagoga, costruita secondo linee molto semplici, quasi nella forma di un piccolo santuario di campagna. La facciata con un largo portale si appoggia sul loro sinistro su un torrione rotondo sormontato dalla stella di Davide.
L'interno è ad un'unica navata, decorata sui lati da ornate colonne. La galleria del  matroneo si apre sulla sala dal lato d'ingresso.
Nel 2006 la sinagoga fu l'obiettivi di un attacco terroristico; alcuni colpi di arma da fuoco colpirono la facciata, fortunatamente senza provocare feriti.
Il re Harald V di Norvegia e membri ella famiglia reale visitarono la sinagoga nel giugno 2009.